# كراسنورالسك
كراسنورالسك (بالروسية: Красноуральск) هي إحدى مدن روسيا في الكيان الفدرالي الروسي سفيردلوفسك أوبلاست.

## أعلام
- بوريس كوشنر
- فيتالي سيفاستيانوف